# Freddie Blassie
Frederick Kenneth Blassman (* 8. Februar 1918 in St. Louis, Missouri; † 2. Juni 2003 in Hartsdale, New York), bekannter als Classy Freddie Blassie, war ein US-amerikanischer Wrestler und Wrestling-Manager.
Er ist Mitglied der WWE Hall of Fame sowie der Hall of Fame des unabhängigen Wrestling-Magazins Wrestling Observer Newsletter.

## Karriere
Blassman entstammt einer deutschstämmigen Einwanderfamilie, die erst wenige Jahre vor seiner Geburt in die USA eingewandert war. Nach seiner Autobiographie war seine Jugend von den Gewalttätigkeiten seines alkoholkranken Vaters geprägt, Frederick lebte über einen längeren Zeitraum bei seinen Großeltern. Blassman brach die High School ab, um als Fleischpacker zu arbeiten und seine Familie zu unterstützen. Daneben begann er mit dem Boxen, interessierte sich aber bereits für das Wrestling und bestritt erste Matches.

### Navy Zeit
Zu Beginn des Zweiten Weltkrieges schrieb er sich bei der Navy ein. Aufgrund seiner deutschstämmigen Herkunft wurde er auf dem pazifischen Kriegsschauplatz eingesetzt; insgesamt diente er 42 Monate. Zu dieser Zeit kam Blassman auch zum ersten Mal mit dem Wrestlingstil in Los Angeles in Kontakt, wo er unter dem Ringnamen „Sailor Fred Blassie“ auftrat. In Port Hueneme, Kalifornien stationiert, gewann er den Pacific Coast Title von Hans Schnabel. Auch innerhalb der Navy gewann er Titel im Ringen und Boxen. 1945 wurde er im Range eines Petty Officer Second Class aus der Navy entlassen.

### 1950er Jahre
Die nächsten Jahre trat er im Mittleren Westen der USA an, kämpfte gegen Legenden, wie Steve Casey, Babe Sharkey, Bill Longson, Killer Kowalski, Buddy Rogers und Gorgeous George und gewann an Erfahrung und Popularität dazu.
Im Februar 1952 ging er nach Los Angeles, da die dortige Liga per Fernsehen landesweit übertragen werden konnte. Das „Sailor Fred Blassie“ Gimmick wurde abgeschafft und er wurde Teil des Teams Billy und Fred McDaniels. An der Seite seines „Bruders“ lernte er aus Kämpfen mit Veteranen wie Gorgeous George, Wild Red Berry, Baron Leone und seinem langjährigen Rivalen Mr. Moto. Parallel trat er im Mittleren Westen als Freddie Blassie oder mit seinem Tag-Team-Partner als „Blassie Brothers“ an.
Am 8. Februar 1954 gewann er den NWA Southern Heavyweight Championship (Georgia Version)-Titel von Don McIntyre, einen Titel, den er insgesamt sechzehn mal halten durfte. Der Titel war einer der bedeutendsten Regionaltitel der National Wrestling Alliance.

#### Blassie der Regelbrecher
1956 wandelte Blassman sein Image zum Heel, der illegale Mittel zum Sieg benutzte. Häufig biss Blassie Gegner, was ihm den Spitznamen „Vampir“ einbrachte. Blassie dominierte das Wrestling in Georgia, seine Fehden gegen Gegner wie Don McIntyre, Haystacks Calhoun, Ray Gunkel und Dick Steinborn füllten die Hallen.

### 1960er-Jahre
1960 wechselte Blassman zur World Wrestling Association nach Kalifornien. Im Laufe des nächsten Jahres wurde er als unbesiegbar verkauft und hatte Matches gegen die Top-Publikumslieblinge im Wrestling-Sport. Am 12. Juni 1961 gewann er den WWA- und NAWA-Weltmeistertitel von Edouard Carpentier. Am 12. Juli 1961 wurde sogar Lou Thesz nach Los Angeles geholt, um ihn gegen Freddie Blassie in einem „2 out of 3 Falls“-Match verlieren zu lassen.
Im Oktober des Jahres 1961 brach ein Ligenkrieg in Los Angeles aus, als eine Gruppe unter der Führung von John J. Doyle nach L.A. kam und mit Wrestlern wie Roy Shire aus San Francisco und Ray Stevens Shows veranstalten wollte. Sie mieteten für den 7. Oktober eine neue Arena an und stellten eine Kampfkarte auf die Beine, die unter anderem die Kämpfe Stevens gegen Ray Stern, The Bruiser gegen Bob Ellis und Bobo Brazil gegen Don Leo Jonathan beinhaltete. Um nicht tatenlos zusehen zu müssen, setzten Strongbow und seine Los Angeles Liga ein Match zwischen Blassman und Ricki Starr genau einen Tag vor dieser Show im gleichen Gebäude an. Die Veranstaltung mit Blassman zog 12.138 Zuschauer, die Veranstaltung am Tag darauf „nur“ 4000. Am 27. Oktober kämpfte Blassman vor ausverkauften Haus im Olympic Auditorium erfolgreich gegen Argentina Rocca. Am Abend darauf gelang es der Konkurrenz nur 3.500 Zuschauer für ein Stevens gegen Brazil Match zu ziehen. Damit war der Krieg in Los Angeles beendet.
Am 28. März 1962 verlor Blassman den WWA-Weltmeistertitel an die japanische Wrestlinglegende Rikidōzan in einem „2 out of 3 Falls“-Match. Blassman folgte Rikidozan nach Japan und verlor dort das Rückmatch ebenfalls. Er hinterließ in den Matches in Japan einen bleibenden Eindruck, nicht zuletzt wegen der Zahnabdrücke auf der Stirn seiner Gegner. Er nahm dort auch am 4. World League Tournament teil, wo er gegen Lou Thesz am 18. Mai 1962 verlor. Das dritte Match gegen Rikidozan fand am 25. Juli 1962 wieder in Los Angeles statt, als Blassman sich den WWA-Weltmeistertitel wieder zurückholen durfte.
Blassman verlor den WWA-Weltmeistertitel anschließend in San Diego an „The Destroyer“. Auch das Rückmatch konnte dieser im ausverkauften Olympic Auditorium gewinnen und Blassman verbrachte den Rest des Jahres in Atlanta und gewann und verlor dort die Georgia Version des Weltmeistertitels an Eddie Graham und befehdete sich mit Ray Gunkel. 1963 kehrte er in das Olympic Auditorium zurück, um den WWA-Weltmeistertitel erneut zu erhalten. Siege über Moto, Carpentier, Ernie Ladd, Don Manoukian und Hercules Cortez folgten und im Team mit Don Leo Jonathan errang er die WWA Tag Team Titel.
Am 23. August 1963 verlor Blassman den WWA Titel an Bearcat Wright durch Auszählen im Olympic Auditorium. 1963 war das Jahr der „Black Pride“-Bewegung und die Bürgerrechte waren in aller Munde. Der Farbige Wright war zu dieser Zeit als Publikumsliebling der perfekte Champion. Dennoch setzte die Promotion für den 13. Dezember 1963 ein Rückmatch zwischen Wright und Blassman fest, in welchem Wright den Titel wieder abgeben sollte. Wright weigerte sich jedoch, den Titel abzugeben, weshalb die Promotion Blassman den Stuntman, Judoka und Wrestler Gene LaBell zur Seite stellte. Wright weigerte sich darauf, den Ring zu betreten und bekam den Titel aberkannt. Blassman gewann den WWA Titel am 31. Januar 1964 wieder, verlor ihn am 27. Mai 1964 und kurz danach noch ein Loser Leaves Town Deathmatch gegen Dick the Bruiser. Blassman hatte zuvor bereits bei der World Wide Wrestling Federation (WWWF) einen Vertrag unterzeichnet.
Vor 14.000 Zuschauern besiegte Blassman am 26. Juni 1964 den amtierenden WWWF World Champion Bruno Sammartino in New Jersey durch Disqualifikation nach einem Tiefschlag. Obwohl allen Beteiligten bewusst war, dass Blassman seinen WWA-Titel an The Bruiser verloren hatte, wurde dieser Kampf als Titelvereinigungskampf beworben. Eine Reihe Rückkämpfe folgten in den größeren Städten vor ausverkauften Häusern. In seiner WWWF Zeit arbeitet Blassman mit Leuten wie Pedro Morales, Bobo Brazil, Bill Watts und Killer Kowalski.

#### Diagnose Hepatitis
Im Oktober 1964 kehrte er nach Los Angeles zurück, um eine Fehde mit Bob Ellis und Archie Moore, einem Mitglied der Boxruhmeshalle zu starten. Ende 1964, Anfang 1965 bestritt Blassman eine Reihe von Kämpfen mit Lou Thesz in Florida um den NWA-Weltmeistertitel. Im April 1965 ging er erneut nach Japan und nahm am 7. World League Tournament teil. Kurz danach erkrankte Blassie und musste in Honolulu eine Bluttransfusion bekommen. Nachdem er wieder in Atlanta war, wurde bei ihm Hepatitis festgestellt und ihm musste eine Niere entfernt werden. Seine Ärzte sagten ihm, dass seine Wrestlingkarriere vorbei sei. Blassman verdiente darauf sein Geld 1966, indem er in Decatur, Georgia Autos verkaufte.

#### Comeback
Am 25. August 1967 kehrte Blassman nach Los Angeles zurück und besiegte Mark Lewin, um neuer America Champion zu werden. Zusammen mit „Killer“ Austin gewann er zudem noch die WWA Tag Team Titel. Am 22. November 1967 durfte er sogar die Legende Karl Gotch besiegen. Im April 1968 kämpfte er zusammen im Team mit Tarzan Tyler in Japan, wo sie ein internationales Tag Team Titelmatch gegen Baba und Inoki verloren. Auf dieser Tour lernte er seine Frau, eine japanische Schauspielerin, kennen und heiratete sie. Am 15. November 1968 besiegte Blassie seinen alten Tag-Team-Partner Buddy Austin in einem Stretcher Match im ausverkauften Olympic Auditorium. Aber nicht nur das – 4000 Fans mussten unverrichteter Dinge wieder abziehen, weil sie keine Karten mehr bekamen.

### 1970er Jahre
Ende des Jahres 1969 wurde Blassman immer mehr vom Publikum unterstützt und daher machten die Promoter einen Face aus ihm. Ein Kampf gegen Fred Tolos am 27. August 1971 im Los Angeles Coliseum vor 25.847 Fans brachte eine Einnahme von 142.158,50 Dollar – damals beides Rekordergebnisse in Kalifornien.
Ende des Jahres 1971 kehrte Blassman erfolgreich in die WWWF zurück. Der damalige Champion war Pedro Morales. Erneut sorgte er in Titelmatches für ausverkaufte Hallen. Da er für eine Operation am Bein eine Pause benötigte, kehrte er nach Los Angeles zurück und wurde am 11. Februar von Killer Kowalski „verletzt“. Nach Ausheilung der Verletzung kehrte Blassie am 16. Juni in den Ring zurück.

### Rücktritt als Wrestler
Im Dezember 1973 verkündete Blassman seinen Rücktritt als Wrestler, da er aufgrund der kalifornischen Gesetzeslage wegen seines Alters keine Lizenz mehr erhalten konnte, und begann eine neue Karriere als Manager in der WWWF. In den 1970ern und 1980ern managte er die verhasstesten Bösewichte in der (W)WWF. 1976 managte er sogar Muhammad Ali in seinem Shootfight gegen Antonio Inoki in Japan. In den 1980ern führte er Hulk Hogan durch eine weltweite Fehde mit Andre the Giant. Er managte auch den Iron Sheik, als der sich am 23. Januar 1984 den Titel vom langjährigen Champion Bob Backlund holte. 
Ab 1986 war Blassie nicht mehr regelmäßig als Manager in der WWF aktiv, stand aber trotz seines hohen Alters weiterhin für Auftritte und Promovideos zur Verfügung. Aufgrund seiner langen Verbundenheit mit der Promotion und der Familie Vince McMahons, bezog Blassie bis zu seinem Tod ein reguläres Gehalt von der WWE. Blassie verstarb an Herz- und Nierenversagen am 2. Juni 2003, wenige Wochen nach seinem letzten Auftritt für die WWE.
Blassie wurde 1994 in die WWE Hall of Fame eingeführt, 1996 erhielt er dieselbe Ehrung von der Wrestlingzeitschrift „Wrestling Observer Newsletter“ und 2004 auch vom „Professional Wrestling Hall of Fame and Museum“.

## Erfolge

### Titel
- Championship Wrestling from Florida
  - 1× NWA Florida Southern Heavyweight Championship
  - 1× NWA World Tag Team Championship (Florida version)
- Georgia Championship Wrestling
  - 1× NWA Georgia Heavyweight Championship
  - 3× NWA International Tag Team Championship (Georgia version)
  - 17× NWA Southern Heavyweight Championship (Georgia version)
  - 2× NWA World Tag Team Championship (Georgia version)
- NWA Hollywood Wrestling
  - 5× NWA Americas Heavyweight Championship
  - 1× NWA Americas Tag Team Championship
- NWA Mid-America
  - 1× NWA Southern Junior Heavyweight Championship
  - 1× NWA World Junior Heavyweight Championship
- North American Wrestling Alliance
  - 1× NAWA World Heavyweight Championship
  - 1× WWA Americas Heavyweight Championship
  - 2× WWA Americas Tag Team Championship
  - 3× WWA International Television Tag Team Championship
  - 3× WWA World Heavyweight Championship

### Auszeichnungen
- World Wrestling Federation
  - WWE Hall of Fame 1994
- Professional Wrestling Hall of Fame
  - Mitglied seit 2004

## Sonstiges
- Kurz vor seinem Tod veröffentlichte er mit 85 Jahren noch seine Autobiographie „Classy“ Freddie Blassie. Listen, You Pencil Neck Geeks (Legends of Wrestling). WWE, New York 2003, ISBN 0-7434-6316-1.

- Blassie wird auch im Song Man on the Moon der Rockband R.E.M., einem Tribut an Andy Kaufman, erwähnt.

- Blassman hatte Filmauftritte in der The Dick Van Dyke Show, My Breakfast with Blassie und When Nature Calls.

- 1983 veröffentlichten Andy Kaufmann und Johnny Legend den Dokumentarfilm My Breakfast with Blessie[1]. Legend hatte bereits 1977 den Song Pencil Neck Geek über Blessie geschrieben und interpretiert.[2]